# Baba Taher
Taher Baba o Baba Tahir in lingua persiana بابا طاهر (Hamadan, 944/1000 – Hamadan, 1019/1060) è stato un poeta e mistico persiano.

## Biografia
Baba Tahir viene considerato uno dei più significativi poeti medioevali della letteratura persiana.
Parte della sua vita è avvolta nel mistero: la fonte più credibile ritiene che sia vissuto nella località di Hamadan, nell'antica Media, in Iran, citata nei suoi accenni lirici e dove la sua tomba è sito di venerazione; un'altra fonte lo associa alla regione del Lorestan, in quanto coinvolto con il sistema teologico della setta degli Ahl-i haqq, che lo considera un angelo accompagnatore di una delle manifestazioni divine.

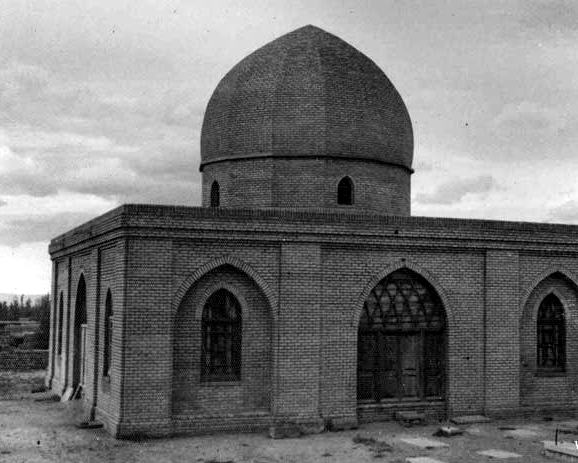
Antico mausoleo di Baba Tahir a Hamadan

Alcune fonti riferiscono di un suo incontro con Avicenna e inoltre viene considerato il primo grande poeta Sufi della letteratura persiana.
La sua opera poetica è venuta in evidenza solamente verso la fine dell'Ottocento, grazie alle ricerche dello Huart, nel 1885, e la sua pubblicazione di un suo Divan nel 1927. In qualunque caso, la sua produzione poetica consta di quartine scritte in un dialetto iranico, i cui temi principali sono gli intrecci fra l'amore profano e quello mistico, accostati senza nessuna ambiguità, ma dai quali emerge una figura di un forte credente che inneggia a Dio, sospinto dalla ricerca di una pace interiore capace di allontanare i desideri della passione.
Quindi il suo pensiero è semplice e spontaneo, privo sia di edonismo sia di complicazioni intellettualistiche.
La sua tomba, ricostruita nel 1970, è situata all'interno di un parco nella città di Hamadan; la struttura è costituita da una torre centrale circondata da una dozzina di colonne.
Una curiosa leggenda narra che Baba Tahir non sia diventato poeta già da giovane per talento e predisposizione d'animo, ma lo sia diventato da adulto, dopo aver seguito un cammino di vita spensierato e frivolo. La causa scatenante di questa "conversione" letteraria, secondo la leggenda, sarebbe stata un forzato bagno invernale, effettuato all'interno di una fontana colma di acqua gelida, dalla quale sarebbe rinato un nuovo Baba Tahir, finalmente in grado di dedicarsi alla poesia.

## Esempio di lirismo di Baba Taher
Originale in lingua persiana:
بی ته اشکم ز مژگان تر آیو
بی ته نخل امیدم بی بر آیو
بی ته در کنج تنها شو و روز
نشینم که تا عمرم بر سر آیو
Traduzione:
Quando la mia Luce è distante, i miei occhi sono colmi di lacrime;
Si rinsecca l'Albero della Speranza quando la luce è lontana da me;
Senza Luce, notte e giorno, mi ritrovo solo in un angolo;
Mi fermo, la mia vita protende alla sua fine.